# Сариомір
Сариомі́р (каз. Сарыөмір) — село у складі Теректинського району Західноказахстанської області Казахстану. Адміністративний центр Шалкарський сільського округу.
У радянські часи село називалось Сариумір.
Населення — 1249 осіб (2021; 1252 у 2009, 1224 у 1999, 1159 у 1989).